# Hypodontium pomiforme
Hypodontium pomiforme är en bladmossart som beskrevs av C. Müller 1899. Hypodontium pomiforme ingår i släktet Hypodontium och familjen Pottiaceae. Inga underarter finns listade i Catalogue of Life.